# Horst Schöttler (Autor)
Horst Schöttler (* 7. November 1941 in München) ist ein deutscher Autor und Herausgeber. Er ist Gründer und Vorsitzender der Oberst Schöttler Versehrten-Stiftung.

## Leben
Horst Schöttler absolvierte von 1947 bis 1959 seine Schulausbildung in München und anschließend bis 1961 eine Ausbildung zum Kartografen. Von 1961 bis 1965 studierte er Kartografie und Vermessung an der Staatsbauschule München. Nach dem Abschluss als Diplom-Ingenieur (FH) für Kartografie arbeitete er bis 1971 im militärgeografischen Dienst der Deutschen Bundeswehr. Nach dem Begabtenabitur 1971 studierte er an der Universität Tübingen Geologie, Kartografie mit Schwerpunkt Raumordnung, Landesplanung und Stadtentwicklung. Nach dem Abschluss 1974 als Diplom-Geograf arbeitete er dort bis 1976 als wissenschaftlicher Mitarbeiter. 1976 wurde er mit einer Arbeit zur Gemeinde- und Verwaltungsreform in der amtlichen Kartografie zum Dr. phil. promoviert.
1977–1987 arbeitete er als hauptamtlicher Beigeordneter der Stadt Kaiserslautern. In dieser Funktion war er u. a. zuständig für Katastrophenschutz und Brandschutz. An der Universität Tübingen und an der EWH Landau war er über ein Jahrzehnt Lehrbeauftragter für Kartografie und Stadtplanung. Weiterhin war er Berater des Department of Humanitarian Affairs (DHA) der UN, Mitbegründer der SKK und Vorstandsmitglied des DKKV. Als Reservist erreichte er den Dienstgrad eines Obersts der Reserve und war u. a. im Streitkräfteunterstützungskommando und dem Heeresführungskommando tätig.

## Publizistische Tätigkeit
Als Autor und Herausgeber veröffentlichte Schöttler folgende Fachbücher:
- Schöttler, Horst: Zivil-Militärische Zusammenarbeit – Ein Handbuch für Kommandeure und Hauptverwaltungsbeamte, Walhalla. & Praetoria Verlag, Regensburg 1986, ISBN 3-8029-6362-8
- Schöttler, Horst und Wolfgang Beßlich: Organisation in Übersichten – Zivilschutz und Zivilverteidigung, Jüngling Verlag, Karlsfeld 1989, 6. Auflage
- Schöttler, Horst (Hrsg.): Katastrophenschutzergänzungsgesetz 1990 – Ein neues Kapitel im Bevölkerungsschutz, Walhalla & Praetoria Verlag, Regensburg 1991, ISBN 3-8029-6820-4
- Schöttler, Horst und Bernd Hoffmann (Hrsg.): Die Genfer Zusatzprotokolle – Kommentare und Analysen, Osang Verlag, Bonn 1993, ISBN 3-7894-0104-8

Darüber hinaus war er Herausgeber/Redakteur der Zeitschriften
- Notfallvorsorge[3]
- Crisis Prevention[5]

## Ehrenamtliche Tätigkeiten
Horst Schöttler war Schatzmeister der Deutschen Gesellschaft für Kartographie und Vorsitzender der „Kartographie-Stiftung Ravenstein (KSR)“. 2007 gründete er u. a. mit Ulrich Kirsch die Oberst Schöttler Versehrten-Stiftung. Schirmherr der Stiftung ist seit 2018 Hans-Peter Friedrich. Im Stiftungsvorstand wirkte u. a. Hellmut Königshaus als Vertreter des Bundestages und Klaus von Heimendahl mit. Für seinen langjährigen Einsatz für Versehrte und Verwundete sowie für die Angehörigen verstorbener Mitglieder von Bundeswehr, Polizei und Hilfsorganisationen wurde er im April 2023 mit dem Bundesverdienstkreuz 1. Klasse ausgezeichnet.

## Auszeichnungen und Ehrungen
- Verdienstkreuz am Bande des Verdienstordens der Bundesrepublik Deutschland[9]
- Deutsches Feuerwehr-Ehrenkreuz in Silber[10]
- Ehrenmitglied der Deutschen Gesellschaft für Kartographie[11]
- Ehrenzeichen in Gold des THW[4]
- Ehrenzeicher der Johanniter am Bande[12]
- Ehrenzeichen der Bundeswehr in Gold[13]
- Bundesverdienstkreuz 1. Klasse[8]